# 特拉华 (俄亥俄州)
特拉华（英語：Delaware）是美国俄亥俄州特拉华郡一个城市，是特拉华郡的郡城。特拉华建立于1808年，于1816年建制，位于俄亥俄州中部，距离哥伦布以北约48公里，是哥伦布大都会区的一部分。 2010年人口普查的人口为34,753人，而哥伦布-马里恩-奇利科奇联合统计区则有2,002,604人。

## 历史
特拉华市和特拉华县被命名为特拉华部落，特拉华市本身就是一个名叫Pluggy's镇的明戈族村。第一个记录的定居者是1807年的约瑟夫·巴伯（Joseph Barber）。不久之后，其他人开始定居在该地区（根据特拉华历史协会） - 摩西·比克斯，威廉·利特尔，所罗门·史密斯，以及雅各布·德雷克，托马斯·巴特勒和艾拉·卡彭特（Ira Carpenter） 开始在此地建造。在1808年，摩西·比克斯（Moses Byxbe）在威廉街建立了第一座框架式建筑。